# Diego Sánchez (piłkarz)
Diego Alexander „Chicha” Sánchez Guevara (ur. 12 kwietnia 2005 w Monterrey) – meksykański piłkarz występujący na pozycji ofensywnego pomocnika, od 2024 roku zawodnik Tigres UANL.